# Mâtin espagnol
Le Mâtin espagnol (Mastin Leones) est une race de chiens originaire de la province de León dans le nord-ouest de l'Espagne.
Le mâtin espagnol est un chien rustique, utilisé autrefois pendant les transhumances des bergers espagnols. Pour gagner sa pitance il travailla aussi durant les guerres comme chien de trait et plus anciennement comme chien de guerre et de combat dans les arènes.
En Espagne il est un symbole national. Tous les pédigrées de chiens de race, en provenance d'Espagne, arborent une tête de mâtin espagnol en fond.
Il est un parent de plusieurs races, dont assez récemment, du Dogue Argentin (associé avec divers autres molosses et autres races).
Il faut distinguer le Matin espagnol autochtone qui est un chien de travail, encore utilisé aujourd’hui du Matin espagnol officiel, qui lui est un chien d’exposition 

## Description

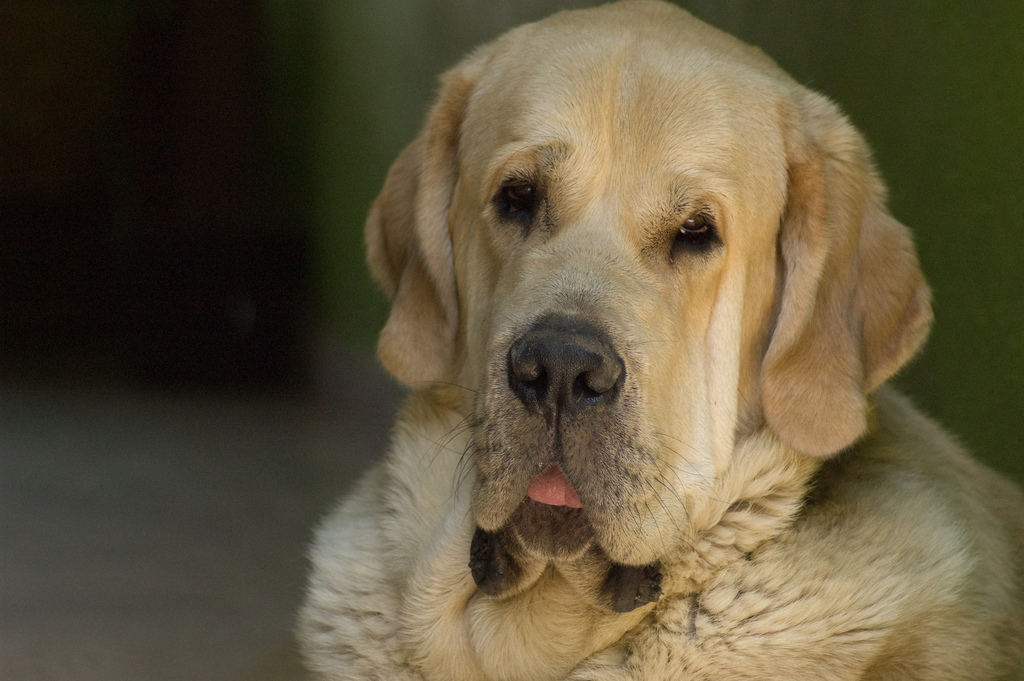
Mâtin espagnol.

Véritable colosse, le mâtin espagnol est puissant et musclé. C'est un chien de grande taille, robuste.
Il a un cou large et souple, avec un double fanon bien développé. Le mâtin espagnol a des membres puissants et forts. Sa queue est assez épaisse et les poils de la queue sont plus longs que sur le reste du corps. Le mâtin espagnol peut arborer toutes les couleurs de robe, mais les couleurs les plus présentes sont le fauve, le rouge, le pie et le louvet, ainsi que le jaune, le noir et toutes les robes unicolores.

## Caractère

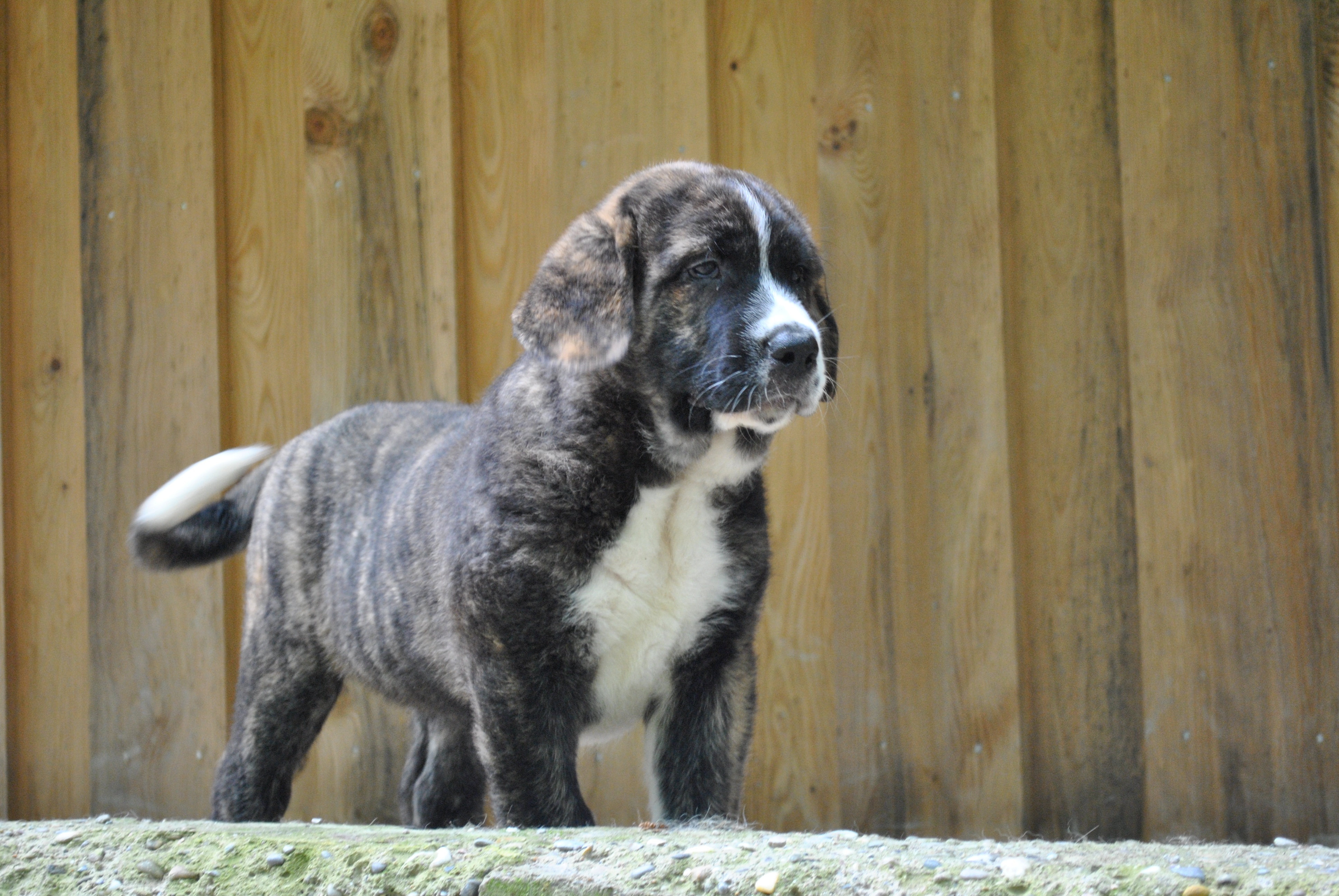
Chiot Mâtin Espagnol Bringé.

Le mâtin espagnol est calme et posé. Il est fidèle à ses maîtres. Il est affectueux et c'est un très bon gardien de propriétés, mais aussi de troupeaux qu'il protège contre les prédateurs. C'est un chien rustique, qui ne craint pas le mauvais temps et peut vivre à l'extérieur. Il a un grand besoin d'espaces pour se dépenser, même si c'est un chien tranquille.

## Histoire
Le mâtin espagnol est une race très ancienne, très répandue dans son pays d'origine, moins en France. Son passé est intimement lié à celui des troupeaux de moutons et de leurs transhumances dans la péninsule ibérique. 
En Espagne, lors du XIIe siècle, le Conseil de la Mesta, corporation rassemblant les services, était la source principale de richesse du pays et était chargé de superviser les questions liées à l’activité d’élevage de l’époque et de la spécialisation à adopter. Il apparut évident de préserver le Mastiff de l’époque, et une réglementation apparut, liée aux droits de ces animaux ainsi qu’aux obligations des propriétaires.
De toute évidence, l'élevage du Mâtin était  lié à celui des brebis mérinos qu'il gardait vaillamment contre les ours et les loups.
Mais la guerre d'indépendance du XIXe siècle, avec la disparition de la renommée de la laine espagnole, firent que de nombreux troupeaux furent vendus à l'étranger et avec eux, les chiens qui les accompagnaient. Ils ont certainement participé activement au développement des races européennes de chiens de garde.
Quand le standard du mâtin espagnol fut accepté en 1946, le type racial privilégié était celui d’un chien très différent des types d’aujourd’hui, plus léger, apte à la protection du troupeau et à la chasse au gros gibier, avec une bonne taille et de longues pattes pour un poids n’excédant pas 50 kg.
En 1981, le standard fut modifié, l’objectif étant de récupérer un chien plus utilisé dans la transhumance. Ces lignées étaient presque au bord de l’extinction en raison de la forte baisse des populations de loup. D’autre part, les troupeaux transhumants ont presque disparu, réduits à quelques milliers de moutons transportés en train des montagnes du Nord aux alpages du Sud. Ainsi le Mâtin Espagnol commença à devenir inutile.
En 1981, l’AEPME, club espagnol responsable de la race, fut fondé. Il leur fut difficile de parvenir à s’accorder sur un type de chien pour la sélection. Ils ont continué à augmenter la participation de chiens enregistrés à des manifestations sous l’ancien type racial, de sorte que le manque d’uniformité de la race et l’apparition de défauts étaient choses fréquentes. Depuis, différents plans d’élevages se succèdent afin de parvenir à une homogénéité de la race et une augmentation du cheptel en nombre, en qualité, et de bonne santé.